# Torhaus an der Erfurter Straße

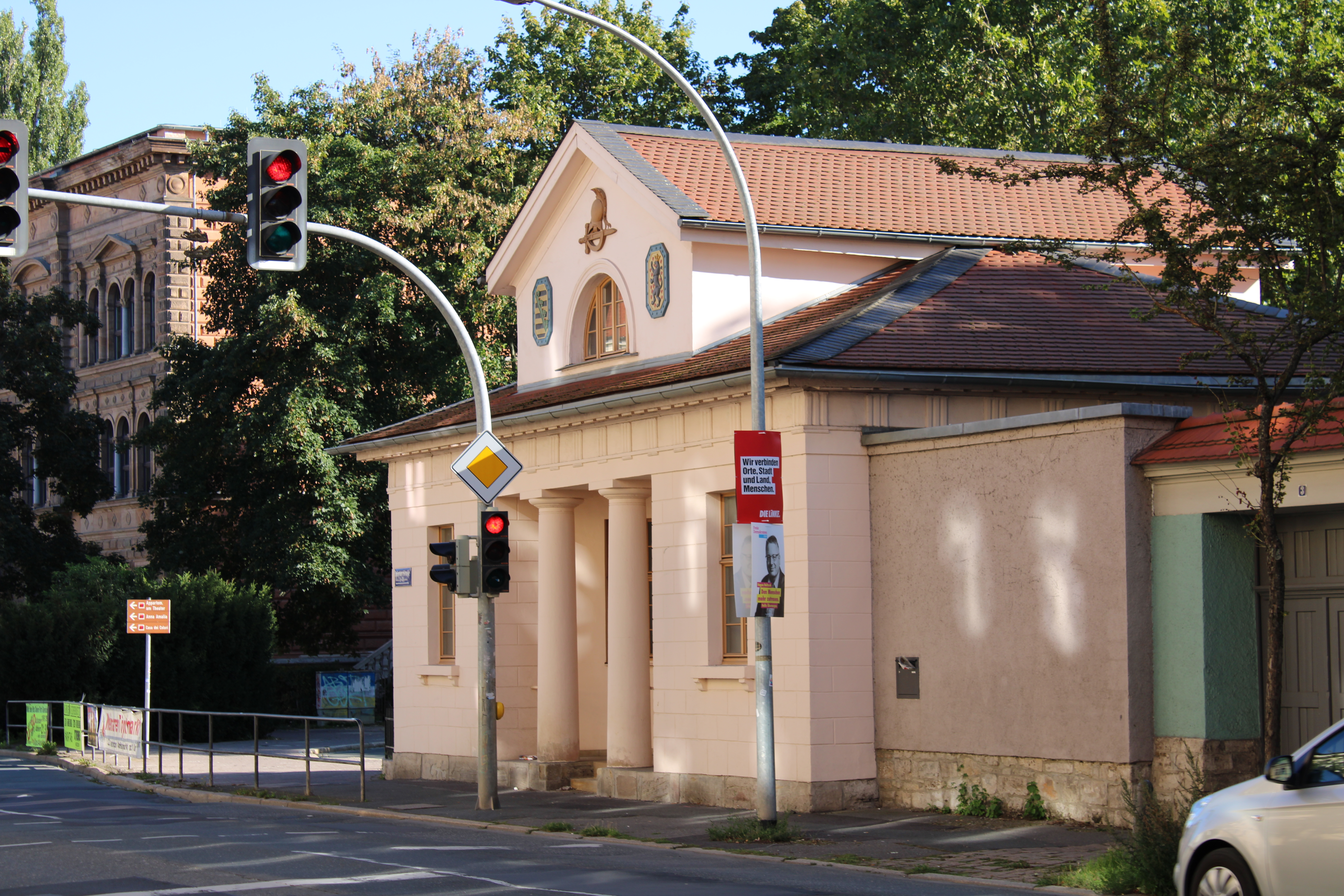
Torhaus an der Erfurter Straße

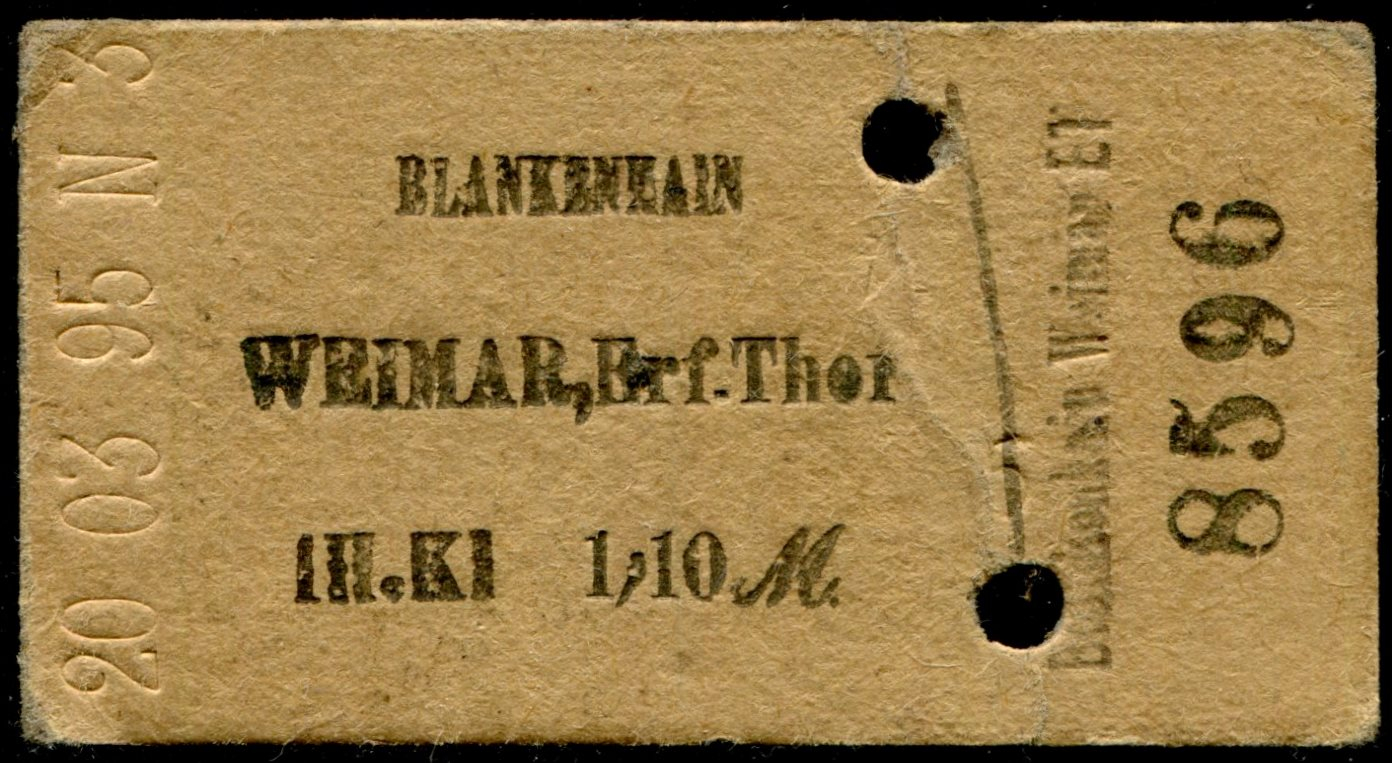
Fahrschein Personenzug - Blankenhain nach Weimar-Erfurter Thor (1895)

Das Torhaus an der Erfurter Straße liegt in der Erfurter Straße 1 in Weimar.

## Geschichte
Es wurde zwischen 1822 und 1824 nach Plänen von Clemens Wenzeslaus Coudray als Torhaus für die Einziehung von Wegezöllen errichtet. Die Straße führte vom Äußeren Erfurter Tor, dessen Vorgängerbau der Lage des Coudray-Baues entspricht, zum Inneren Erfurter Tor, ein Teil der Stadtmauer an der Einmündung der heutigen Geleitstraße zum heutigen Goetheplatz. Und ist gewissermaßen ebenso wie Teile der Erfurter Straße noch zur Altstadt zu rechnen.
Das eingeschossige klassizistische Gebäude mit Mittelgiebel und zwei Säulen ohne Kanneluren vor der Eingangsnische, gedeckt mit einem Walmdach, befindet sich zwischen der Erfurter Straße und der Hoffmann-von-Fallersleben-Straße. Die Front ist als klassizistische Scheinfassade ausgeführt. Über dem halbrunden Fenster im Obergeschoss befindet sich typischer klassizistischer Wandschmuck, bestehend aus einem korinthischen Helm und einem Schwert. Darunter befinden sich das großherzogliche Wappen und das Stadtwappen Weimars. Über den Säulen und dem Architrav befindet sich ein Triglyphenfries. Dieses wiederum verweist auf Vorbilder der Dorischen Ordnung.
Coudray errichtete 1822 mit dem Torhaus am Frauenplan ein weiteres derartiges Gebäude. Jenes besitzt aber keine Säulen vor dem Eingangsbereich wie dieses. Für das Torhaus an der Erfurter Straße wurden die alten Gebäude abgebrochen, durch die einst 1775 auch Goethe nach Weimar kam.
Ab 1887 diente das Torhaus als Empfangsgebäude des Bahnhofs Weimar Erfurter Thor an der Bahnstrecke Weimar–Kranichfeld. 1908 wurde der Betrieb der Stichstrecke vom Berkaer Bahnhof eingestellt. Danach erfolgte die Demontage der Gleise, die zuvor noch zum Materialtransport für das Nationaltheater Weimar genutzt wurden. Am Torhaus befand sich auch ein Haltepunkt der Straßenbahn Weimar. Später wurde es als Polizeiwache, Wohnhaus oder als Reisebüro genutzt. Im Jahr 2009/10 erfolgte die denkmalgerechte Sanierung durch einen privaten Investor.
Das Gebäude steht unter Denkmalschutz.

## Varia
Zu diesem Torhaus erschien 2010 ein Roman einer pensionierten Lehrerin. Hinter dem Torhaus befindet sich die Wendeschleife des Zentralen Omnibusbahnhofs Weimar in der Hoffmann-von-Fallersleben-Straße.